# ترنورم
ترنورم (به لاتین: Tõrenurme) یک روستا در استونی است که در دهستان پولتساما واقع شده‌است.